# Laurenz Rex
Laurenz Rex (* 15. Dezember 1999 in Marburg) ist ein belgischer Radrennfahrer. Er gehört der deutschsprachigen Minderheit Belgiens an.

## Werdegang
Seine Karriere im Radsport begann Rex auf dem Mountainbike. Nach dem Wechsel in die U23 wandte er sich zunehmend dem Straßenradsport zu. Zur Saison 2019 wurde er Mitglied im Wallonie-Bruxelles Development Team. Auch wenn er ohne zählbare Erfolge blieb, wurde er zur Saison 2021 in das UCI ProTeam Bingoal WB übernommen. In den zwei Jahren für das Team war sein bestes Ergebnis ein zweiter Platz auf der vierten Etappe von Kreiz Breizh Elites 2021 und Rang 21 beim Klassiker Paris–Roubaix 2021
Zur Saison 2023 wechselte Rex zum UCI WorldTeam Intermarché-Circus-Wanty. Beim Dorpenomloop Rucphen 2023 wurde er für das Development Team von Intermarché-Circus-Wanty Circus-ReUz-Technord eingesetzt und erzielte dort seinen ersten Sieg im internationalen Straßenradsport. Bei Paris–Roubaix 2023 war Rex lange Teil der Spitzengruppe um den späteren Sieger Mathieu van der Poel und wurde schließlich Neunter. Nachdem er beim Giro d’Italia 2023 sein Grand-Tour-Debüt gegeben hatte, gewann er im Jahr 2024 das belgische Eintagesrennen Le Samyn.

## Familie
Sein jüngerer Bruder Tim Rex (* 2004) ist auch Radrennfahrer und fuhr bzw. fährt für die Development Teams von Intermarché-Wanty und Visma-Lease a Bike.

## Erfolge
2023
- Dorpenomloop Rucphen

2024
- Le Samyn

## Wichtige Platzierungen
| Grand Tour            | 2021 | 2022 | 2023 | 2024 | 2025 |
| --------------------- | ---- | ---- | ---- | ---- | ---- |
| Giro d’ItaliaGiro     | –    | –    | 88   | –    | –    |
| Tour de FranceTour    | –    | –    | –    | 118  | 141  |
| Vuelta a EspañaVuelta | –    | –    | –    | –    |      |

| Monument                 | 2021 | 2022 | 2023 | 2024 | 2025 |
| ------------------------ | ---- | ---- | ---- | ---- | ---- |
| Mailand–Sanremo          | –    | –    | –    | –    | 162  |
| Flandern-Rundfahrt       | –    | –    | 49   | 21   | 26   |
| Paris–Roubaix            | 21   | –    | 9    | DNF  | 10   |
| Lüttich–Bastogne–Lüttich | –    | –    | –    | –    |      |
| Lombardei-Rundfahrt      | –    | –    | –    | –    |      |